# Torbjörn Andersson (ishockeyspelare)
Torbjörn Andersson, född 1 februari 1957, är en svensk före detta ishockeyspelare. Han spelade över 470 matcher för IF Björklöven och var med om två uppgångar, tre degraderingar, tre SM-finaler och ett SM-guld. Andersson är far till ishockeyspelarna Erik och Nils Andersson. 